# China Merchants Bank
China Merchants Bank (CMB) (kinesisk: 招商银行; pinyin: Zhāoshāng Yínháng) (SSE: 600036HKEX: 3968) er en kinesisk bank med hovedkvarter i Shenzhen, Guangdong. Banken blev etableret i 1987 og den er ejet af det statsejede China Merchants Group. CMB har over 500 filialer i Kina og i alt 74.590 ansatte.
China Merchants Bank er målrettet privatkunder samt erhvervs- og investeringskunder.